# Frío frío (canción)
«Frío frío» (o «Frío, frío») es una canción interpretada por el cantautor dominicano Juan Luis Guerra perteneciente a su sexto álbum de estudio Areito. El tema fue lanzado en agosto de 1991 como el sencillo principal de dicho disco. Fue escrito en base al poema de Federico García Lorca, Balada interior. El tema recibió críticas positivas por parte de la crítica y fue nominado a Canción de Salsa Tropical del Año en la 4ª edición de los Premios Lo Nuestro .  Frío Frío fue un éxito alcanzando el número 4 en Billboard Hot Latin Tracks y en el Top 5 Airplay en Panamá y Uruguay, además de ser éxito en todo el continente. 
La pista se incluyó en el álbum de grandes éxitos de Guerra Grandes Éxitos de Juan Luis Guerra y 440 y Colección Romántica (2001). En 2013, se lanzó una versión en vivo de la canción con Romeo Santos como sencillo principal del álbum en vivo A Son de Guerra Tour (2013).

## Lista de canciones
- España 12", Maxi-Single (1993) [4]
  1. Frío Frío - 4:08
  2. Frío Frío (versión karaoke) - 4:08
  3. La Bilirrubina
- Europa CD, Maxi-Single (1993) [5]
  1. Frío Frío - 4:08
  2. Frío Frío (Instrumental) - 4:08
  3. La Bilirrubina – 4:01

## Gráficos
| Listas (1991-1992)        | Posición |
| ------------------------- | -------- |
| Panamá Airplay (UPI)      | 5        |
| Billboard Hot Latin Songs | 4        |
| Uruguay Airplay (UPI)     | 5        |